# Burquini

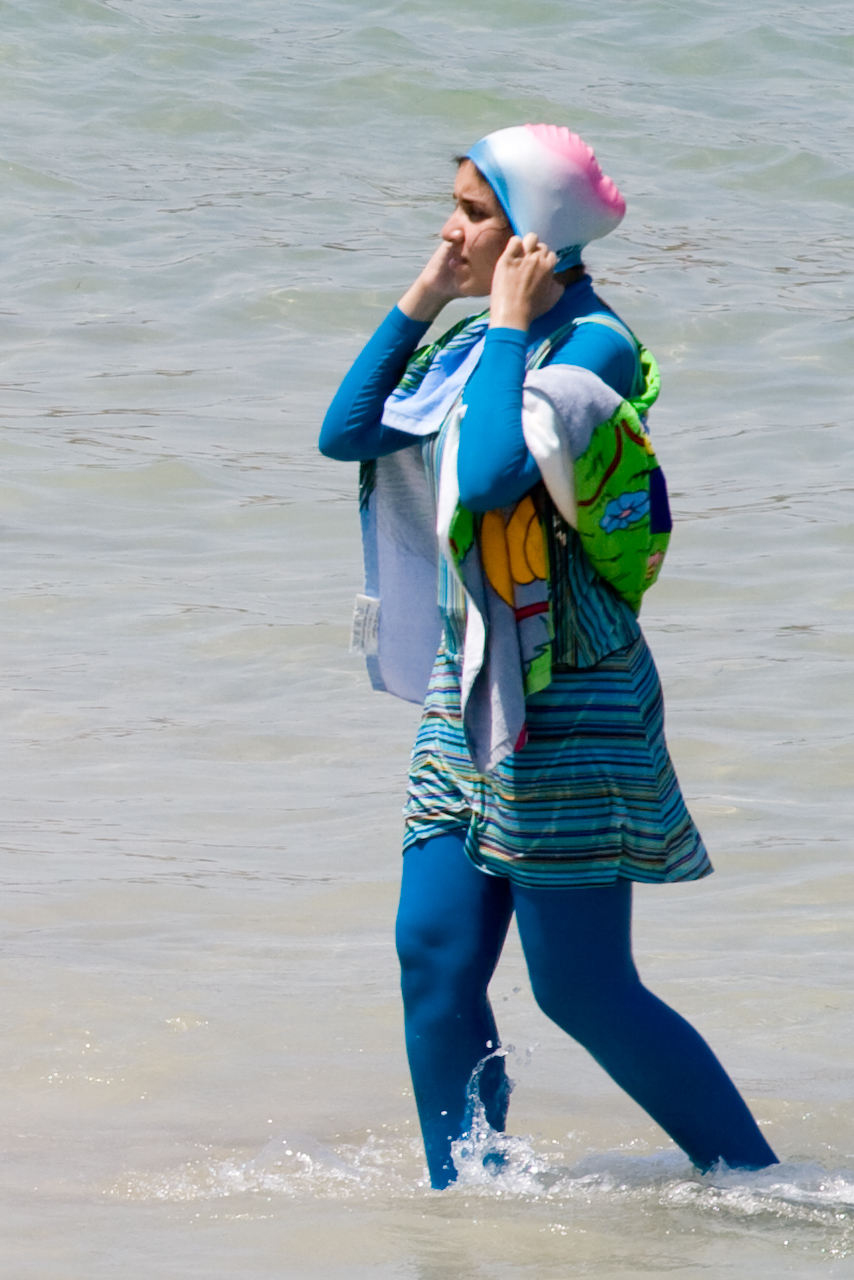
Dona vestida d'un burquini

El burquini és un banyador que només ensenya la cara, les mans i els peus. S'assembla a un vestit de busseig de neoprè però fet de materials tèxtils.
Va ser creat per l'australiana musulmana d'origen libanès Aheda Zanetti per a la firma Ahiida. La denominació burquini i els equivalents anàlegs en les altres llengües provenen de les marques comercials Burqini i Burkini, mots creuats de burca i biquini. Ha estat descrit com la solució perfecta per al bany públic de les dones musulmanes.
A França, des del 2016, molts governs locals prohibeixen el burquini als banys, platges i piscines públiques, una mesura que roman subjecte de polèmica. Mesura que va ser suspès pel Consell d'Estat de França el 26 d'agost de 2016. A Catalunya certs parcs aquàtics el prohibeixen com ho fan amb altres vestits amples per raons de seguretat només en atraccions on els usuaris llisquen a gran velocitat, com els tobogans, mentrestant queda autoritzat a la resta del parc. Qualsevol altra prohibició, a les platges o a les piscines, vulneraria el dret a la llibertat religiosa recollit per la Constitució.

## Altres tipus de roba en l'islam
- Abaia
- Amira
- Batula
- Boshiya
- Burca
- Gel·laba
- Hijab
- Khimar
- Nicab
- Xador
- Xaila
- Vel